# Romain Delpech
Pour les articles homonymes, voir Delpech.
Romain Delpech est un joueur français de volley-ball né le 6 août 1986. Il mesure 1,88 m et joue réceptionneur-attaquant. 

## Clubs
| Club                  | Pays   | De        | À         |
| --------------------- | ------ | --------- | --------- |
| Narbonne Volley       | France | 2008-2009 | 2009-2010 |
| Saint-Brieuc CAVB     | France | 2010-2011 | 2011-2012 |
| Avignon Volley-Ball   | France | 2012-2013 | 2012-2013 |
| Martigues Volley-Ball | France | 2013-2014 | 2013-2014 |